# Чемпионат мира по современному пятиборью 1954
V Чемпионат Мира по современному пятиборью 1954 года прошел в столице Венгрии городе Будапешт.
На этом чемпионате официально была введена новая система определения победителя по наибольшей сумме очков, которая применяется и в настоящее время.
На старт вышли 34 спортсмена из 12 стран. Награды мирового первенства оспаривала и советская команда в составе Игоря Новикова, Павла Ракитянского, Константина Сальникова. Старший тренер - Арсений Петрович Соколов.

## Личное первенство
Победителем чемпионата стал 19-летний швед Берн Тофельт, сын олимпийского чемпиона 1928 года Свена Тофельта. Молодой чемпион мира кроме этой победы пять раз завоёвывал звание чемпиона Швеции, достойно продолжая семейную традицию. Он имел 1187,5 очка в конном кроссе, 836 в фехтовании, 800 в стрельбе, 904 в плавании и 907 в легкоатлетическом кроссе. Серебряным призером V чемпионата стал представитель Швейцарии Вернер Веттерли. За два года с 18-го места на Олимпиаде в Хельсинки и 6-го места на IV чемпионате мира ему удалось подняться на вторую ступеньку пьедестала почета. Бронзовая медаль вручена Иштвану Сонди—второму призеру IV чемпионата мира. Впервые в личном первенстве удалось завоевать 4-е место представителю Чехословакии Владимиру Черны, но до призовых мест необходимо было пройти дистанцию в 22 года. Пятое место занял венгр Габор Бенедек, 6-е— представитель Австрии Лихтнер-Хойер. Советские спортсмены Игорь Новиков, Константин Сальников и Павел Ракитянский заняли соответственно 10-е, 17-е, 26-е места.
Средние показатели спортсменов были следующими: в конном кроссе—794 очка, в фехтовании—596, стрельбе—650, плавании—779, легкоатлетическом кроссе—808 очков. Эта планка, установленная на V чемпионате мира, в дальнейшем стала ориентиром в определении прогресса спортивно-технических результатов в пятиборье.

## Командный турнир
Успешное выступление Габора Бенедека и Кароля Ташнади принесли венгерской команде 12948 очков и вторую золотую медаль. Она опередила более чем на 500 очков швейцарских спортсменов и на 600 очков шведских, убедительно доказав своё превосходство. Четвертое место завоевала команда Финляндии, 5-е—СССР, 6-е—Австрии.

## Итоги выступления советской команды
Уровень выступления советских спортсменов на Олимпиаде в Хельсинки, техническая подготовленность, которую демонстрировали спортсмены на внутрисоюзных соревнованиях, давали повод надеяться на высокие результаты. Однако итоги чемпионата принесли мало утешения.
*Верховая езда.
Павел Ракитянский не сумел преодолеть пятикилометровый конный маршрут с 28 препятствиями и получил нулевую оценку. Езда Константина Сальникова принесла 1077,5 очка, Игоря Новикова—865. Печальная участь постигла ряд спортсменов Австрии, Чехословакии Финляндии и Франции, не получивших очков в конном кроссе. После неудачного выступления в первом виде программы советская команда занимала 9-е место.
*Фехтование. Стрельба.
В фехтовальных поединках результат был не менее удручающим— 1608 очков (Новиков—631, Сальников—467, Ракитянский—508). Ниже своих возможностей выступили спортсмены и в стрельбе. В чем причина? Тренер команды Арсений Петрович Соколов образно назвал это «будапештской осечкой». Его не могло не волновать то, что каждый член команды на тренировках и внутрисоюзных соревнованиях показывал результаты лучше. Например, в стрельбе они имели 190-192 очка из 200 возможных, а на чемпионате Ракитянский выбил 182 очка, Новиков—175, Сальников—166 очков. Таким образом, победителю в этом виде—команде Швеции советская сборная проиграла 620 очков. Очевидно, сработал психологический фактор, преодоление которого приходит с опытом, а его на первых порах не хватало.
*Плавание. Бег.
В плавании и беге - последних упражнениях комплекса—советская команда сумела мобилизоваться. С результатом 2716 очков в плавании и 2994 в беге им не было равных, что позволило сборной команде занять 5-е место, как и на XV Олимпиаде. Игорь Новиков в личных соревнованиях вместо 4-го места, которое он занимал на предыдущих Играх, оказался на 10-м. Это печально, но приходится считаться с тем, что путь к вершинам спортивной славы не сплошь усеян розами.
Неудача не сломила пятиборцев. Они продолжали оттачивать мастерство, совершенствовать тактику подготовки, которые уже через год на очередном чемпионате мира дали желаемые плоды.
- Итоговые результаты.

| Место | Спортсмен            | Сумма очков |
| ----- | -------------------- | ----------- |
| 10.   | Игорь Новиков        | 4 183       |
| 17.   | Сальников Константин | 3 838,5     |
| 26.   | Ракитянский Павел    | 3 097       |